# Rally El Corte Inglés de 1982
El Rally El Corte Inglés de 1982, oficialmente 6.º Rally El Corte Inglés, fue la sexta edición, la cuadragésimo segunda cita de la temporada 1982 del Campeonato de Europa de Rally y la vigesimoprimera de la temporada 1982 del Campeonato de España de Rally. Se celebró del 1 al 3 de octubre y contó con un itinerario de treinta y dos tramos que sumaban un total de 306 km cronometrados.
La prueba entró por primera vez en el calendario del campeonato de Europa con coeficiente 1 y contó con numeroso público en las cunetas que provocó la cancelación de uno de los tramos.

## Clasificación final
| Pos. | Piloto          | Copiloto                  | Automóvil            | Tiempo         | Diferencia |
| ---- | --------------- | ------------------------- | -------------------- | -------------- | ---------- |
| 1.   | Genito Ortiz    | Guillermo Barreras        | Renault 5 Turbo      | 3:13:32.0      | 0.0        |
| 2.   | Antonio Zanini  | Víctor Sabater            | Talbot Sunbeam Lotus | 3:14:38.0      | +1:06.0    |
| 3.   | Beny Fernández  | José Luis Sala            | Porsche 911 SC       | 3:16:36.0      | +3:04.0    |
| 4.   | Marc Etchebers  | Marie-Christine Etchebers | Porsche 911 SC       | 3:16:44.0      | +3:12.0    |
| 5.   | Jacques Alméras | «Tilber»                  | Porsche 911 SC       | 3:17:21.0      | +3:49.0    |
| 6.   | Orlando Alonso  | Pedro Díaz                | Volkswagen Golf GTi  | 3:35:24.0      | +21:52.0   |
| 7.   | Manuel Acosta   | José A. Andino            | Toyota Celica        | 3:36:22.0      | +22:50.0   |
| 8.   | «Daniel»        | «Lescona»                 | Citroën Visa Trophée | 3:37:55.0      | +24:23.0   |
| 9.   | Medardo Pérez   | José R. Medina            | BMW 323i             | 3:39:47.0 6:00 | +26:15.0   |
| 10.  | «El Vaquero»    | Juan Munguía              | Opel Ascona          | 3:40:37.0      | +27:05.0   |